# Comune di Ulfborg-Vemb
Il comune di Ulfborg-Vemb era un comune danese della contea di Ringkjøbing, soppresso nel 2007. Capoluogo era la cittadina di Ulfborg.
Esteso su una superficie di 225,51 km², nel 2005 il comune aveva una popolazione di 6 959 abitanti.

## Storia
Dal 1º gennaio 2007, con l'entrata in vigore della riforma amministrativa, il comune è stato soppresso e accorpato, insieme al comune di Vinderup, al riformato comune di Holstebro.